# ATP-toernooi van Quito
De Ecuador Open Quito was een ATP-toernooi, dat sinds 2015 gehouden wordt in de Ecuadoraanse stad Quito. Het toernooi werd gespeeld in de buitenlucht op gravel. Het toernooi was de opvolger van het ATP-toernooi van Viña del Mar in Chili. Het toernooi behoorde tot de ‘Golden Swing’, een reeks graveltoernooien in Latijns-Amerika die plaatsvinden in de maand februari.
De stad was eerder gastheer van de Quito Open, een Grand Prix toernooi gespeeld van 1979 tot 1982.
Op 24 augustus 2018 werd aangekondigd dat de editie van dat jaar de laatste zou zijn wegens gebrek aan financiële middelen. De licentie van het toernooi is vanaf 2019 vergeven aan een nieuw graveltoernooi in het Argentijnse Córdoba.

## Finales

### Enkelspel
| Datum      | Naam               | Cat.    | ($)       | Ondergrond     | Winnaar                    | Verliezend finalist  | Uitslag             |         |
| ---------- | ------------------ | ------- | --------- | -------------- | -------------------------- | -------------------- | ------------------- | ------- |
| 11-02-2018 | Ecuador Open Quito | ATP 250 | $ 501.345 | Gravel, buiten | Roberto Carballés Baena    | Albert Ramos Viñolas | 6-3, 4-6, 6-4       | Details |
| 12-02-2017 | Ecuador Open Quito | ATP 250 | $ 482.060 | Gravel, buiten | Víctor Estrella Burgos (3) | Paolo Lorenzi        | 6-7(2), 7-5, 7-6(6) | Details |
| 07-02-2016 | Ecuador Open Quito | ATP 250 | $ 463.520 | Gravel, buiten | Víctor Estrella Burgos (2) | Thomaz Bellucci      | 4-6, 7-5(5), 6-2    | Details |
| 02-02-2015 | Ecuador Open Quito | ATP 250 | $ 439.405 | Gravel, buiten | Víctor Estrella Burgos (1) | Feliciano López      | 6-2, 6-7(5), 7-6(5) | Details |

### Dubbelspel
| Datum      | Naam               | Cat.    | ($)       | Ondergrond     | Winnaar                               | Verliezend finalist               | Uitslag            |         |
| ---------- | ------------------ | ------- | --------- | -------------- | ------------------------------------- | --------------------------------- | ------------------ | ------- |
| 11-02-2018 | Ecuador Open Quito | ATP 250 | $ 501.345 | Gravel, buiten | Nicolás Jarry Hans Podlipnik Castillo | Austin Krajicek Jackson Withrow   | 7-6(6), 6-3 opgave | Details |
| 11-02-2017 | Ecuador Open Quito | ATP 250 | $ 482.060 | Gravel, buiten | James Cerretani Philipp Oswald        | Julio Peralta Horacio Zeballos    | 6-3, 2-1 opgave    | Details |
| 07-02-2016 | Ecuador Open Quito | ATP 250 | $ 463.520 | Gravel, buiten | Pablo Carreño Busta Guillermo Durán   | Thomaz Bellucci Marcelo Demoliner | 7-5, 6-4           | Details |
| 02-02-2015 | Ecuador Open Quito | ATP 250 | $ 439.405 | Gravel, buiten | Gero Kretschmer Alexander Satschko    | Víctor Estrella Burgos João Souza | 7-5, 7-6(3)        | Details |

2015 · 2016 · 2017 · 2018
 Santiago (1993-2000) →  Viña del Mar (2001-2009) →  Santiago (2010-2011) →  Viña del Mar (2012-2014) →  Quito (2015-2018) →  Córdoba (2019-2024) →  Santa Ponça (Mallorca) (2025-heden)
ITF-toernooien (mannen en vrouwen)

ATP-toernooien (mannen) – ATP-seizoen 2025

WTA-toernooien (vrouwen) – WTA-seizoen 2025

Voormalige toernooien mannen
Voormalige toernooien vrouwen
Voormalige amateurtoernooien